# Tapinoma glaucum
Tapinoma glaucum är en myrart som först beskrevs av Hugo Viehmeyer 1916.  Tapinoma glaucum ingår i släktet Tapinoma och familjen myror. Inga underarter finns listade i Catalogue of Life.